# Strato I
Strato I (tiếng Hy Lạp: Στράτων Α), là một vị vua của vương quốc Ấn-Hy Lạp, con trai của nữ hoàng Agathokleia, người có lẽ đã giữ vai trò nhiếp chính cho ông trong những năm đầu triều đại sau khi cha của Strato, một vị vua Ấn-Hy Lạp đã bị sát hại.

## Thời gian và bảng phả hệ
Cho đến gần đây, đã có sự đồng thuận cho rằng ông cai trị vào giai đoạn giữa những năm 130-110 trước Công nguyên ở miền Bắc Ấn Độ và cha ông là vị vua vĩ đại Menandros I. Menandros trị vì toàn bộ đế chế Ấn-Hy Lạp, nhưng trong bối cảnh này, các vùng phía tây bao gồm Paropamisade và Arachosia, đã giành được độc lập sau cái chết của Menandros I, đẩy Strato và Agathokleia về phía đông tới Gandhar và Punjab. Quan điểm này đã được giới thiệu bởi Tarn và được bảo vệ vào cuối năm 1998 bởi Bopearachchi.
Quan điểm hiện đại, được chấp nhận bởi R.C. Senior và có thể đáng tin cậy hơn bởi vì nó dựa trên việc phân tích di chỉ tiền xu, cho thấy Strato I là một vị vua thuộc giai đoạn sau, có lẽ cầm quyền từ khoảng năm 110-85 TCN, mặc dù có lẽ vẫn còn là một hậu duệ của Agathokleia. Trong trường hợp này, Agathokleia là góa phụ của một nhà vua khác, có thể là Nicias hoặc Theophilos.
Một giả thuyết thứ ba đã được trình bày vào năm 2007 bởi J. Jakobsson: theo đó, các đồng tiền của Strato, trên thực tế thuộc về hai vị vua và cả hai đều có thể cai trị khoảng 105-80 TCN, mặc dù trong các vùng lãnh thổ khác nhau:
- Strato Soter và Dikaios (tiếng Hy Lạp: ΣΤΡΑΤΩΝ trên ΣΩΤΗΡ ΚΑΙ ΔΙΚΑΙΟΣ "Strato là vị cứu tinh và người công chính"), là con trai Agathokleia.
- Strato Epiphanes Soter (tiếng Hy Lạp: ΣΤΡΑΤΩΝ trên ΕΠΙΦΑΝΗΣ ΣΩΤΗΡ "Strato, vị cứu tinh "), là một vị vua ở độ tuổi trung niên có thể là anh trai Agathokleia và cai trị ở miền tây Punjab.

Lý thuyết này dựa trên sự khác biệt trong tiêu đề, chữ lồng và các loại đồng tiền giữa hai người.

## Những sự kiện trong triều đại của ông
Tầm quan trọng của Agathocleia dần dần hạ thấp trên các đồng tiền, có lẽ là sự giám hộ của bà đã kết thúc khi Strato đến tuổi trưởng thành. Strato I cũng là vị vua Ấn-Hy Lạp duy nhất xuất hiện râu, có lẽ là để cho biết rằng ông đã không còn một đứa trẻ. Strato I, hoặc cả hai Strato, đã tranh giành quyền bá chủ ở Punjab với vua Heliokles II. Strato trung niên, theo giả thuyết thứ ba, được kế vị bởi Polyxenios, con trai của ông, người đã cai trị chỉ trong một thời gian ngắn.
| Tiền triều: Agathokleia | Vua Ấn-Hy Lạp (Gandhara, Punjab) (125–110 TCN) | Kế tục: Heliokles II |